# Brusnica
Brusnica es un municipio del distrito de Stropkov en la región de Prešov, Eslovaquia, con una población estimada a final del año 2024 de 293 habitantes.
Se encuentra ubicado al noreste de la región, cerca del río Ondava (cuenca hidrográfica del río Tisza) y de la frontera con  Polonia.

## Demografía
| Año        | 1994 | 2004     | 2014    | 2024     |
| ---------- | ---- | -------- | ------- | -------- |
| Población  | 324  | 408      | 412     | 293      |
| Diferencia |      | +25,92 % | +0,98 % | −28,88 % |

| Año        | 2023 | 2024    |
| ---------- | ---- | ------- |
| Población  | 297  | 293     |
| Diferencia |      | −1,34 % |